# 2002 PJ149
2002 PJ149 ist ein großes transneptunisches Objekt im Kuipergürtel, das bahndynamisch als Cubewano (CKBO) eingestuft wird. Aufgrund seiner Größe gehört der Asteroid möglicherweise zu den Zwergplanetenkandidaten.

## Entdeckung
2002 PJ149 wurde am 11. August 2002 von Marc Buie und Susan Benecchi(-Kern) mit dem 4,0-m-Víctor-M.-Blanco-Teleskop (DECam) am Cerro Tololo-Observatorium (Chile) entdeckt. Die Entdeckung wurde am 26. September 2002 zusammen mit 2002 PH149, 2002 PM149 und 2002 PG150 bekanntgegeben.
Der Beobachtungsbogen des Planetoiden beginnt mit der offiziellen Entdeckungsbeobachtung am 11. August 2002. Bisher wurde der Planetoid nur durch das Cerro Tololo-Observatorium beobachtet. Im Oktober 2018 lagen insgesamt lediglich 3 Beobachtungen über einen Zeitraum eines Tages vor. Die bisher letzte Beobachtung wurde am 12. August 2002 am Cerro Tololo-Observatorium durchgeführt. (Stand 18. März 2019)

## Eigenschaften

### Umlaufbahn
2002 PJ149 umkreist die Sonne in 305,49 Jahren auf einer leicht elliptischen Umlaufbahn zwischen 41,90 AE und 48,82 AE Abstand zu deren Zentrum. Die Bahnexzentrizität beträgt 0,076, die Bahn ist 9,66° gegenüber der Ekliptik geneigt. Derzeit ist der Planetoid 48,64 AE von der Sonne entfernt. Das Perihel durchläuft er das nächste Mal 2154, der letzte Periheldurchlauf dürfte also im Jahre 1849 erfolgt sein.
Weder von Marc Buie (DES) noch vom Minor Planet Center existiert eine spezifische Einstufung; letzteres führt ihn nur als Nicht-SDO und allgemein als «Distant Object». Das Johnston’s Archive führt ihn dagegen als Cubewano auf, wobei er zu den bahndynamisch «heißen» klassischen KBO gehören würde.

### Größe
Derzeit wird von einem Durchmesser von 358 km ausgegangen, basierend auf einem Rückstrahlvermögen von 8 % und einer absoluten Helligkeit von 5,7 m. Ausgehend von diesem Durchmesser ergibt sich eine Gesamtoberfläche von etwa 403.000 km2.
Da es denkbar ist, dass sich 2002 PJ149 aufgrund seiner Größe im hydrostatischen Gleichgewicht befindet und somit weitgehend rund sein könnte, erfüllt er möglicherweise die Kriterien für eine Einstufung als Zwergplanet. Mike Brown geht davon aus, dass es sich bei 2002 PJ149 um vielleicht einen Zwergplaneten handelt.
| Jahr                                         | Abmessungen km | Quelle   |
| -------------------------------------------- | -------------- | -------- |
| 2018                                         | 386,0          | Johnston |
| 2018                                         | 358,0          | Brown    |
| Die präziseste Bestimmung ist fett markiert. |                |          |